# Decent Town
Decent Town, è il settimo singolo del gruppo musicale inglese The Lambrettas, pubblicato nel 1981 dalla Rocket Records.
Come b side venne scelta Da-a-ance (live).

## Tracce
Lato A:
1. Decent Town

Lato B:
1. Da-a-ance (live)

## Musicisti
- Jez Bird - Cantante e Chitarrista
- Doug Sanders - Voce secondaria e Chitarrista
- Mark Ellis - Bassista
- Paul Wincer - Batterista